# Vụ rơi máy báy Ilyushin Il-76 tại Korochansky 2024
Vào ngày 24 tháng 1 năm 2024, vào khoảng 11:15 MSK, một máy bay vận tải quân sự Không quân Nga Ilyushin Il-76 đã bị rơi gần biên giới Ukraina ở huyện Korochansky của Nga ở tỉnh Belgorod, khiến tất cả mọi người trên máy bay thiệt mạng. Nga tuyên bố rằng chiếc máy bay đã bị Ukraine bắn hạ khi nó đang chở 65 tù binh người Ukraina bị bắt trong thòi gia Nga xâm lược Ukraina, cũng như sáu thành viên phi hành đoàn và ba lính canh, và rằng các tù binh sẽ được trao trả trong một cuộc trao đổi.Bộ Tổng tham mưu Lực lượng vũ trang Ukraina không trực tiếp chịu trách nhiệm về việc bắn hạ máy bay nhưng tuyên bố rằng đó là mục tiêu quân sự hợp pháp và chuyến bay này mang theo S -300 tên lửa phòng không cho ném bom tỉnh Kharkiv.
Một số quan chức Pháp và Mỹ cho rằng vụ rơi máy bay là do tên lửa Patriot do quân đội Ukraina bắn, nhưng chưa có xác minh độc lập về tuyên bố của một trong hai nước.

## Điều tra và yêu cầu trách nhiệm

### Theo Nga
Bộ Ngoại giao Nga cáo buộc Ukraina bắn rơi máy bay, gọi đây là hành động "man rợ" và tuyên bố rằng máy bay đã bị bắn hạ bởi một trong ba tên lửa – Patriot hoặc IRIS – do Ukraina phóng vào nó. Bộ trưởng Ngoại giao Sergei Lavrov gọi vụ việc là một hành động "tội ác" của Ukraina và kêu gọi triệu tập một phiên họp khẩn cấp của Hội đồng Bảo an Liên hợp quốc để yêu cầu Ukraina giải thích; một cuộc họp đã được ấn định vào chiều ngày 25 tháng 1, giờ New York, trong đó đại diện của Nga và Ukraina nhắc lại quan điểm của nước mình và đổ lỗi cho nhau về vụ việc.
Bộ Quốc phòng Nga cho biết máy bay bị bắn hạ bởi hai tên lửa được bắn từ khu vực Lyptsi, 100 km (62 mi) qua biên giới ở tỉnh Kharkov, trích dẫn hệ thống radar của Nga. Andrei Kartapolov, Chủ tịch ủy ban quốc phòng của Duma Quốc gia của Nga, nói rằng chiếc máy bay thứ hai đang trên đường vận chuyển 80 tù binh Ukraina đã quay trở lại sau vụ việc, nói thêm rằng "bây giờ không thể nói chuyện về bất kỳ cuộc trao đổi [tù nhân] nào khác". Kartapolov sau đó nói rằng Nga đã cảnh báo Ukraina về việc máy bay tiếp cận ít nhất 15 phút trước khi vụ việc xảy ra, điều mà các quan chức Ukraine phủ nhận. Chủ tịch Duma Quốc gia, Vyacheslav Volodin, nói rằng viện sẽ gửi một công hàm tới Quốc hội Hoa Kỳ và Bundestag Đức về vụ việc để yêu cầu họ "công nhận trách nhiệm của mình".".
Người phát ngôn của Tổng thống Dmitry Peskov gọi vụ việc là "một hành động quái dị" của "chế độ Kyiv". Tổng thống Vladimir Putin nói rằng "rõ ràng" rằng Ukraine đã bắn rơi máy bay và nói rằng Kiev đã biết trước về việc sắp xếp việc vận chuyển tù nhân trên máy bay. Ông cũng cam kết sẽ công khai kết quả điều tra Nga "để người dân Ukraina biết chuyện gì thực sự đã xảy ra"." 
Putin sau đó cho biết máy bay bị hệ thống tên lửa Patriot bắn hạ. Vào ngày 25 tháng 1, Ủy ban điều tra Nga đã mở một cuộc điều tra khủng bố về vụ việc và công bố đoạn phim về địa điểm vụ tai nạn, cho thấy dấu vết máu và các bộ phận thi thể người, bao gồm một hình xăm mô tả tryzub. Sau đó, họ đã phát hành một đoạn video mờ có nội dung cho thấy các tù nhân được chuyển lên máy bay.
Vào ngày 30 tháng 1, TASS, trích dẫn nguồn tin cơ quan an ninh, báo cáo rằng máy bay bị rơi do "tác động từ bên ngoài" dựa trên phân tích hộp đen của nó..

### Theo Ukraina
Ukrainska Pravda đã báo cáo rằng các nguồn tin trong Bộ tổng tham mưu Ukraina cho biết máy bay đang chở tên lửa S-300 và Ukraina đã bắn hạ máy bay. Sau đó họ đã sửa lại báo cáo để nói rằng điều này không cho thấy sự liên quan của Ukraina. Trụ sở điều phối đối xử với tù binh, cơ quan Ukraina phụ trách tù binh, cáo buộc Nga "tích cực thực hiện các hoạt động thông tin đặc biệt chống lại Ukraina, nhằm mục đích gây bất ổn cho xã hội Ukrainea". Cơ quan truyền thông độc lập của Nga iStories, trích dẫn các cuộc điều tra OSINT của Ukraine, đưa tin rằng chiếc máy bay đã bay qua Ai Cập, Ả Rập Saudi, Biển Đỏ và Iran trước khi biến mất khỏi radar và xuất hiện trở lại trên tỉnh Belgorod.